# Пряма сума автоматів
Пряма́ су́ма автома́тів  — операція, що вживається до множини автоматів.
{\displaystyle \!{\mathfrak {U}}_{i}=<A_{i},X,Y,\delta _{i},\lambda _{i}>}, у якому вхідний вихідний алфавіти кожного автомата {\displaystyle \!{\mathfrak {U}}_{i}} однакові, а множини станів {\displaystyle \!A_{i}} попарно не перетинаються.
Результатом операції є автомат
{\displaystyle \!{\mathfrak {U}}_{i}=<A_{i},X,Y,\delta \lambda >}, у якому
{\displaystyle \!A={\mathfrak {U}}_{i}A_{i}} і значення функцій переходів {\displaystyle \!\delta (a,x)}

і виходів {\displaystyle \!\lambda (a,x)} і збігаються із значеннями {\displaystyle \!\delta _{i}(a,x)} і {\displaystyle \!\lambda _{i}(a,x)} автомата {\displaystyle \!{\mathfrak {U}}_{i}} що містить стан {\displaystyle \!a}.